# Sanhe (socken i Kina, Sichuan, lat 30,33, long 102,26)
Sanhe (kinesiska: 三合乡, 三合) är en socken i Kina. Den ligger i provinsen Sichuan, i den sydvästra delen av landet, omkring 180 kilometer väster om provinshuvudstaden Chengdu.
Genomsnittlig årsnederbörd är 1 190 millimeter. Den regnigaste månaden är juni, med i genomsnitt 234 mm nederbörd, och den torraste är januari, med 10 mm nederbörd.